# Aromatiske kulbrinter
Aromatiske kulbrinter (PAH fra polyaromatiske hydrocarboner) eller Aromatiske carbonhydrider er en fælles betegnelse for aromatiske forbindelser i kondenserende ringsystemer. 
PAH kan findes i udstødningsgas fra biler, skorstensrøg, grillrøg og skovbrande. Det dannes oftest ved ufuldstændige forbrændinger men kan også dannes under omsætning af organiske stoffer i naturen. Derfor finder man stofferne overalt i naturen, mest i mindre mængder men også i store i olie. De kan findes i luften eller i forbindelse med sodpartikler.
PAH-stoffer er meget sundhedsskadelige. Benz(a)pyren kan fremkalde kræft selv i små mængder. I storbyerne er koncentration et par nanogram (1/1000.000.000) pr kubikmeter og på landet er koncentrationen meget lavere. Tobaksrygere er meget mere udsatte for PAH og det samme gælder dem der spiser fisk, der er røget.